# 黑桃A (遊戲)
《黑桃A》（或译为“黑桃As”），是一款沙盒建造射擊遊戲，玩家可以在一個三維世界裡用各種方塊建造建築物抵禦敵方攻擊，也可以攻擊對方。此遊戲由Ben Aksoy獨立開發。《Ace of Spades》基於網上伺服器平台。遊戲隊伍分為兩隊，藍隊和綠隊，玩家可以選擇加入藍隊和綠隊，再選擇步槍、衝鋒槍、散彈槍。每名玩家有100生命值，生命值少於100時，可以到補給站補生命值。當玩家死亡時，需要等候時間重新遊戲。目前最新版本為Beta版0.76。
最近被Steam買下，推出全新版本《AOS》。由於遊戲地圖與《當個創世神》相似，所以又被稱為「槍戰版當個創世神」

## 玩法
黑桃A是一款沙盒建造射擊遊戲，開發靈感來自《當個創世神》、《絕地要塞2》。此外，被Steam買下後，目前遊戲模式包括團隊死亡競賽、奪旗、領土控制、殭屍和開採鑽石等。 而舊版遊戲模式就包括奪旗、領土控制和巴別塔。遊戲中還可以讓玩家自由建造防禦建築或開發領士，目前的遊戲玩家可以選擇四大隊伍：突擊隊、發射火箭、機槍手和槍手，槍手可選擇狙擊步槍、半自動步槍和手槍 ；火箭人用衝鋒槍；而使用噴氣背包或滑翔機可部署戰力；鎬是可摧毀和攻擊近戰武器；而突擊隊和槍手，也可以選擇有一個挖掘工具，而不是刀。 火箭人可能會選擇藏有手榴彈地方的砲塔，特種兵可以選擇使用殺傷人的手榴彈。 在聖誕節更新增加了雪炮，可以造成火災危害。

## 發展歷史
早期版本中，黑桃A是免費供玩家試玩，於2012年12月，英國遊戲開發商Jagex宣布，與原創者合作推出全新的黑桃A。
在遊戲的早期版本中，地圖是採用伺服器收錄的，但遊戲也支持自定義地圖，所以可以由地圖編輯器編輯地圖。在首個版本中，玩家武器只有半自動步槍和鎬。直到後來的版本中，玩家可以選擇半自動步槍，衝鋒槍，獵槍，所有玩家都可以使用三顆手榴彈和一把鐵鍬。遊戲允許玩家使用模組修改外形和聲音，還特別為模組開一個討論區。

## 發行
在2012年11月，雖然遊戲仍然是一個測試版，但已經勝得「本月遊戲」於MPOGD。
遊戲正式發行於12月12日，但卻遭到了許多批評，因為遊戲免費測試版變成收費遊戲。目前，該遊戲在Metacritic評分46，理由一般來自不滿的評論。
大多數不滿者要求重開免費測試版，這是因為它從一個免費遊戲到付費遊戲 。因此測試版則以「Build and Shoot（页面存档备份，存于）」名稱繼續運行。

## 資料來源
1. 1 2  Smith, Quintin. . Rock, Paper, Shotgun. 2013-04-02  [2013-04-02]. （原始内容存档于2013-03-18）.
2. ↑  Geere, Duncan. . Wired UK. 2011-04-18  [2013-04-01]. （原始内容存档于2013-01-05）.
3. ↑  . N4G. 2011-04-17  [2013-04-01]. （原始内容存档于2012-10-03）.
4. 1 2 3  Riggall, Jonathan. . SOFTONIC INTERNATIONAL S.L. 2012-06-11  [2012-12-15]. （原始内容存档于2012-12-18）.
5. ↑  . aceofspadeswiki.com. 2012-12-03  [2013-04-02]. （原始内容存档于2012-12-26）.
6. ↑  Riggall, Jon. . SOFTONIC INTERNATIONAL S.L. 2011-10-07  [2011-10-19]. （原始内容存档于2011-10-12）.
7. ↑  . 2013-04-02  [2013-04-02]. （原始内容存档于2016-10-06）.
8. ↑  . Multiplayer Online Game Directory. 2012-12-01  [2012-12-01]. （原始内容存档于2013-01-29）.
9. ↑  . 2013-04-02  [2012-12-16]. （原始内容存档于2012-12-16）.
10. ↑  . Twitter. 2012-11-14  [2013-04-02]. （原始内容存档于2014-01-14）.
11. ↑  . Metacritic.   [February 9, 2013]. （原始内容存档于2013-01-14）.
12. ↑  . Nerd Array. 2012-12-13  [2013-04-02]. （原始内容存档于2013-01-01）.
13. ↑  . 2013-04-02  [2013-04-01]. （原始内容存档于2015-12-08）.